# Ultimul domiciliu cunoscut
Ultimul domiciliu cunoscut (titlul original: în franceză Dernier domicile connu) este un film polițist franco-italian, 
realizat în 1970 de regizorul José Giovanni, protagoniști fiind actorii Lino Ventura, Marlène Jobert și Michel Constantin. 

## Conținut
Marceau Leonetti, este un polițist competent și energic la poliția din Paris, decorat cu Legiunea de Onoare pentru serviciile sale. Oprind din întâmplare fiul unui avocat influent care a condus în stare de ebrietate în Bois de Boulogne și ducându-l la secția de poliție pentru probe de sânge, ajunge să intre în probleme cu intrigi și uneltiri. Câteva luni mai târziu, avocatul denaturează complet faptele, descriindu-l pe Leonetti drept violent și incompetent, iar pentru că au aflat că și-a pierdut soția și fiica într-un accident de automobil, ar avea ceva împotriva vitezomanilor, astfel îi recomandă un examen psihiatric. Pentru a potoli lucrurile, este transferat într-o secție mică de poliție, unde primește ca ajutor pe tânăra polițistă Jeanne Dumas. Aceștia urmează să descopere și să aresteze perverși sexuali în cinematografe, iar Jeanne trebuie să joace rolul de momeală. 
În cazul procesului Soramon, procurorul Frank Lambert îi cere ajutor lui Leonetti. Poliția caută în zadar un martor, Roger Martin, fără a cărui mărturie, criminalul Soramon nu poate fi condamnat. Martin s-a dat la fund și au rămas doar șapte zile până la procesul decisiv. Cei doi pleacă în căutare dar și complicii lui Soramon îl caută pe Martin ca să-l elimine. Acesta și-a schimbat mereu reședința de frica criminalilor. Leonetti află că Martin are o fiică care se află sub tratament medical, astfel cei doi caută indicii în farmacii. Într-o noapte află adresa ei, dar sunt așteptați de oamenii lui Soramon. Observând că sunt urmăriți, inspectorul o lasă în fața casei sale pe Jeanne, dându-i cheile să intre in apartament. După aceasta, cum era de așteptat, Greg împreună cu oamenii săi îcearcă să obțină adresa fiicei și au o confruntare dură, dar Leonetti ținând în mână un alt bilețel, reușește să îi păcălească. 
Inpectorul și partenera sa, după ce vizitează medicul de la adresa găsită la farmacie, îi găsesc pe Martin și fiica sa. Îl conving pe acesta să depună mărturie în procesul lui Soramon, astfel încât Soramon să fie condamnat. După proces, Martin totuși este ucis de omul lui Soramon, Greg, în timp ce mergea cu fetița spre casă.  
Jeanne care înainte l-a admirat foarte mult pe Leonetti pentru asiduitatea în munca sa, pleacă făcându-l pe Leonetti și poliția responsabili de cele întâmplate și fiind convinsă că toți știau că Martin nu va avea fără protecție nici o șansă de scăpare. Se îndepărtează deziluzionată de Leonetti și-l acuză că a fost preocupat doar de îndeplinirea unei misiuni, iar munca lor a însemnat pedeapsa cu moartea pentru Martin. 

## Distribuție
- Lino Ventura – inspectorul șef Marceau Leonetti
- Marlène Jobert – Jeanne Dumas,  noua asistentă a inspectorului
- Philippe March – Roger Martin, martorul dispărut
- Michel Constantin – Greg
- Alain Mottet – Frank Lambert, colegul și prietenul lui Leonetti
- Béatrice Arnac – Silvia
- Gilette Barbier – băcanul
- Luc Bartholomé – Jo Roisin
- Philippe Brizard – șoferul de taxi
- Mathilde Ceccarelli – vecinul pervers
- Michel Charrel – Roisin
- Paul Crauchet – Jacques Loring, vecinul lui Martin
- Monique Mélinand – Mme Loring, soția lui Jacques
- Bernard Musson – farmacistul
- Albert Dagnant – Arnold
- Germaine Delbat – dna. Lenoir
- Roger Desmare – cizmarul
- Martine Ferrière – soția cizmarului
- Max Desrau – Thoin
- Pierre Duncan – un agent la secția de poliție
- Robert Favart – directorul școlii
- Sébastien Floche – paznicul
- Pierre Frag – omul sandwich
- Jacques Galland – directorul P.J.
- Guy Héron – Soramon
- Guy Kerner – doctorul
- Stan Krol – Kropniak
- Sylvain Lévignac – omul lui Gregg
- Roger Lumont – omul din spatele depozitului de mobilă
- Jacques Marchand – maniacul
- Serge Marquand – guralivul
- Colette Mars – primul farmacist
- Raymond Meunier – Allister, colegul de anchetă
- Frédéric Santaya – Favre, coechipierul lui Allister
- Emile Riandreys – un pasager din autobuz
- Hervé Sand – Gravel
- Bianca Saury – Marie Martin, fiica lui Roger
- Jean Sobieski – Aden
- Dominique Zardi – un maniac

## Interesant de știut
Filmul se încheie cu versurile care țin loc de epilog:
„…Car la vie est un bien perdu 

quand on ne l’a pas vécu

comme on aurait voulu"
EMINESCU
Este o regretabilă eroare, deoarece ele sunt de fapt primele două versuri din poezia „Decebal către popor” a lui Coșbuc:
 „Viața asta-i bun pierdut

 când n'o trăiești cum ai fi vrut!”
George Coșbuc: Decebal către popor